# Centrale nucleare Guangdong
La centrale nucleare Guangdong (anche chiamata centrale nucleare di Daya Bay) è una centrale nucleare cinese situata presso la città di Shenzhen, nella provincia del Guangdong e sorge di fianco alla centrale di Ling Ao.
La centrale ha due reattori PWR francesi della Framatome da 944 MW ognuno. È la prima centrale nucleare ad essere stata costruita in Cina.